# Bataille de Sinsheim
Guerre de Hollande
Batailles
- Groenlo (06-1672)
- Solebay (06-1672)
- Coevorden (06-1672)
- Nimègue(07-1672)
- Groningue (07-1672)
- Saint-Lothain (02-1673)
- Schooneveld (1re) (06-1673)
- Maastricht (06-1673)
- Schooneveld (2de) (06-1673)
- Texel (08-1673)
- Bonn (11-1673)
- Arcey (01-1674)
- Pesmes (02-1674)
- Gray (02-1674)
- Scey-sur-Saône (03-1674)
- Chariez (03-1674)
- Vesoul (03-1674)
- Arbois (03-1674)
- Orgelet (03-1674)
- Besançon (04-1674)
- Dole (05-1674)
- Sinsheim (06-1674)
- Salins (06-1674)
- Belle-Île (06-1674)
- Lure (07-1674)
- Faucogney (07-1674)
- Sainte-Anne (07-1674)
- Fort-Royal (07-1674)
- Seneffe (08-1674)
- Entzheim (10-1674)
- Mulhouse (12-1674)
- Turckheim (01-1675)
- Stromboli (02-1675)
- Fehrbellin (06-1675)
- Salzbach
- Consarbrück
- Alicudi
- Agosta
- Palerme
- Maastricht
- Philippsburg
- Valenciennes
- Cambrai
- Saint-Omer
- Tobago
- La Peene (Cassel)
- Ypres
- Rheinfelden (07-1678)
- Saint-Denis

La bataille de Sinsheim, également écrit Seintzheim est une victoire de Turenne, remportée sur les Impériaux le 16 juin 1674, durant la guerre de Hollande.
Elle eut bien lieu à Sinsheim (au sud-est de Heidelberg), et non à Sinzheim (près de Baden-Baden) comme il est dit souvent.

## Contexte
En 1674, tandis que l’essentiel des forces françaises est mobilisé aux Pays-Bas (avec Condé) et en Franche-Comté (avec Louis XIV), Turenne est chargé de contenir les Impériaux. Il reste en Alsace avec de maigres effectifs. En désaccord avec la stratégie de Louis XIV, il voit dans l’Alsace un lieu hautement stratégique dont il veut à tout prix éviter l’invasion. Il va donc attaquer plutôt que défendre, pour éviter que la guerre ne soit portée en Alsace.
Parti de Haguenau, il passe le Rhin près de Philippsburg, sur un pont de bateaux, avec 6 000 cavaliers et 1 500 fantassins. Il accomplit 160 kilomètres en cinq jours pour rattraper les Lorrains d'Aeneas de Caprara (7 000 cavaliers, 2 000 fantassins) et les empêcher de faire leur jonction avec l’armée des Cercles, commandée par Bournonville. Turenne oblige Caprara à combattre, le 16 juin, à Sinsheim.

## La bataille
L'infanterie de Caprara s'aligne le long des haies et des jardins, à l'entrée de la ville.
Turenne déploie ses fantassins et ses dragons à pied. Ils forcent les avant-postes, traversent l'Elsenz, entrent dans Sinsheim. Les Impériaux se replient à travers la ville.
Ils se mettent en ligne sur le plateau. Pour y accéder, les Français doivent gravir un étroit défilé. Turenne dispose fantassins et dragons dans les haies qui flanquent le défilé, ainsi que dans le château et le vignoble. La cavalerie française peut s’engager dans le défilé.
Une contre-attaque ennemie est enrayée par les tirs de l’infanterie présente dans le vignoble. Les Impériaux sont repoussés du plateau. Ils se retirent. Turenne repart aussitôt surveiller le gros de l’armée impériale, stationné sur la Moselle.
Il y a 2 000 à 3 000 morts, selon les sources. La ville est entièrement détruite.

## Prolongements

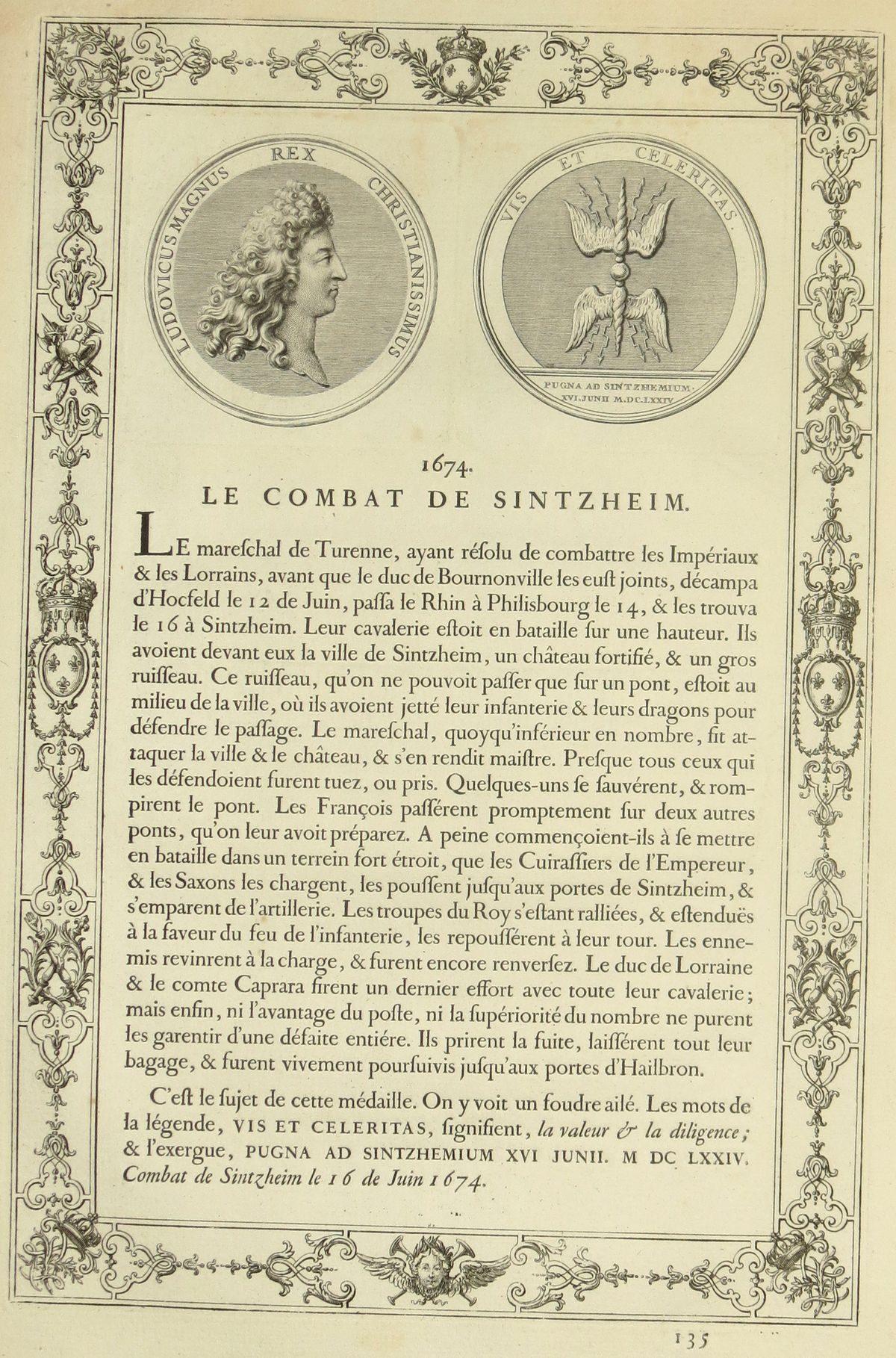
Document relatant la création de la médaille commémorant le combat de Sintzheim en 1674, extrait de "Médailles sur les principaux évènements du règne entier de Louis le Grand, avec des explications historiques." par "Académie des inscriptions et belles-lettres" 1723

Il s’agit pour Turenne d’un succès limité, puisque les Allemands finiront tout de même par opérer leur jonction, près de Heidelberg.
Le 1er juillet, l’électeur de Brandebourg reprend les armes contre la France. La Diète de Ratisbonne déclare la guerre.
Turenne traverse une nouvelle fois le Rhin et ravage le Palatinat (juillet 1674) pour priver les Impériaux de subsistance, leur coupant ainsi la route de l’Alsace.

## Personnalités françaises participantes
(liste non exhaustive)
- Alexis Bidal ;
- César Auguste de Choiseul de Plessis-Praslin ;
- Édouard-François Colbert.

## Sources
- Jean Bérenger, Turenne, Paris Paris, Fayard,Bussière Camedan Imprimeries, 1987, 613 p. (ISBN 978-2-213-01970-3).
- John Childs, La guerre au XVIIe siècle, Autrement, Atlas des Guerres, 2004.